# واردکوو (آلاسکا)
واردکوو (به انگلیسی: Ward Cove) یک منطقهٔ مسکونی در ایالات متحده آمریکا است که در شهرستان گیت‌وی کچیکان، آلاسکا واقع شده‌است. واردکوو ۴۹٫۹۹ متر بالاتر از سطح دریا واقع شده‌است.